# Campeonato Alemán de Fútbol 1957
El Campeonato Alemán de Fútbol 1957 fue la 47.ª edición de la máxima competición futbolística de Alemania Federal.

## Grupo 1
|    | Equipo      | PJ | PG | PE | PP | GF | GC | Pts |
| -- | ----------- | -- | -- | -- | -- | -- | -- | --- |
| 1. | Hamburgo    | 3  | 2  | 1  | 0  | 5  | 3  | 5   |
| 2. | Duisburger  | 3  | 1  | 2  | 0  | 6  | 4  | 4   |
| 3. | Núremberg   | 3  | 0  | 2  | 1  | 5  | 6  | 2   |
| 4. | Saarbrücken | 3  | 0  | 1  | 2  | 4  | 7  | 1   |

## Grupo 2
|    | Equipo            | PJ | PG | PE | PP | GF | GC | Pts |
| -- | ----------------- | -- | -- | -- | -- | -- | -- | --- |
| 1. | Borussia Dortmund | 3  | 3  | 0  | 0  | 7  | 4  | 6   |
| 2. | Kickers Offenbach | 3  | 2  | 0  | 1  | 8  | 4  | 4   |
| 3. | Kaiserslautern    | 3  | 1  | 0  | 2  | 17 | 8  | 2   |
| 4. | Hertha de Berlín  | 3  | 0  | 0  | 3  | 3  | 19 | 0   |

## Final
| Borussia Dortmund | 4 – 1 | Hamburgo |

Borussia Dortmund clasifica a la Copa de Campeones de Europa 1957-58.
|                                     |
| Campeón Borussia Dortmund 2° título |